# Косов, Анатолий Васильевич
Анато́лий Васи́льевич Ко́сов (2 марта 1916, Томск — 16 октября 2002, Ангарск, Иркутская область) — ветеран (фронтовой разведчик и артиллерист), герой Великой Отечественной войны, полный кавалер ордена Славы.

## Биография
Родился в семье рабочих в Томске, здесь же окончил начальную школу и с ранней юности работал на фабрике. К началу Великой Отечественной войны (1941) был уже помощником мастера. Летом 1942 года (исполнилось 26 лет) был призван Томским военкоматом Новосибирской области в ряды Красной Армии. С октября 1942 — в действующей армии, на передовой.
Нет подробной информации, в составе каких воинских соединений и частей служил в период с октября 1942 по лето 1944. В 1944 воевал в составе 2-го Белорусского, затем 1-го Белорусского фронтов.
За время службы Анатолий Косов неоднократно отличился в боях с фашистскими захватчиками, проявил личное мужество. Прошёл трудный боевой путь от обороны Москвы до штурма Берлина, участвовал в битвах под Курском, и за Днепр, участвовал в освобождении оккупированных территорий РСФСР (в том числе — города Орёл и Орловской области), Прибалтики, Белорусской ССР, Польши, штурмовал Восточную Пруссию и Германию, участник битвы за Берлин. Не раз был ранен и контужен. Войну закончил в звании гвардии старшего сержанта.
После войны в 1946 году был демобилизован из армии. Жил и трудился в городе Ангарск Иркутской области. Работал слесарем в производственном объединении «Ангарский химический комбинат». Участвовал в движении ветеранов войны. Супруга героя — Юзефа Иосифовна, сама участница войны, боевая партизанка из отряда Белорусского Полесья, в 2009 году поведала о своей военной судьбе, о встрече и выходе замуж за солдата-героя в 1945-м. (недоступная ссылка) В 1980-х иркутский писатель Олег Корнильцев подробно записал рассказ фронтовика-героя Косова. Это обширное повествование о жизни Анатолия Васильевича с малых лет, при этом старательно писатель постарался сохранить особенности его живой речи и уж, конечно, все подробности, как воевал, что пережил и претерпел на войне этот человек. Однако советская цензура запретила областной молодёжной газете опубликовать данный материал, так как фронтовая окопная правда жизни, вся страшная правда о войне, всё—без утайки, оказалась не такой глянцевой, каковой её формировала партийная пресса и официозный кинематограф. Тем не менее рукопись, силами журналистов О. Корнильцева и Б. Ротенфельда, всё-таки была опубликована в иркутской прессе в середине 1990-х.
Русский. Член ВКП(б)/КПСС с 1944 по 1991.
Умер 16 октября 2002, похоронен в Ангарске.

## Подвиги
- Разведчик 287-го отдельного истребительно-противотанкового дивизиона (129-я стрелковая дивизия, 3-я армия, 2-й Белорусский фронт) младший сержант Анатолий Косов 22-го августа 1944 года в районе города Остроленка (Польша, близ Варшавы) обнаружил 2 НП, 5 огневых точек, 2 дзота, которые затем огнём дивизионной артиллерии были разбиты. Заменив в бою раненого наводчика орудия, лично подавил 3 огневые точки и рассеял до взвода пехоты противника. Будучи раненным в этом бою, поля бою не покинул. Приказом по 129-й сд. № 0172 от 03.09.1944 награждён орденом Славы III-й степени.
- Замковый орудия 287-го отдельного истребительно-противотанкового дивизиона сержант А. В. Косов 10-го и 12-го февраля 1945 года в районе города Вормдитт (ныне Орнета, Польша) при отражении контратаки пехоты противника истребил из личного оружия 8 вражеских солдат, ещё трёх взял в плен. Несмотря на ранение, остался в строю и вынес с поля боя тяжелораненого командира батареи. Артиллерийский расчёт подбил немецкий танк «Тигр» и уничтожил более 15 солдат и офицеров. Приказом по 3-й Армии № 765-н от 17.04.1945 года награждён орденом Славы II-й степени.
- 25-го марта 1945 года А. Косов первым из группы бойцов ворвался в траншею противника в ходе боёв в Восточной Пруссии на подступах к городу Хайлигенбайль (ныне город Мамоново Калининградской области РФ) и огнём из личного оружия и гранатами сразил 5 вражеских солдат, нескольких захватил в плен. Вынес с поля боя 2-х раненых бойцов и офицера. В боевых условиях приказом по 3-й Армии № 788-н от 26.04.1945 награждён орденом Славы II-й степени. В соответствии со статутом ордена, 26-го ноября 1958 года, Указом Президиума Верховного Совета СССР, перенаграждён орденом Славы I-й степени.

Получив в боях 3 звезды солдатской Славы, Анатолий Васильевич Косов стал солдатом-героем, полным Кавалером Ордена.

## Награды
- 3 орден Славы: III-й степени (03.09.1944), II-й степени (17.04.1945), II-й степени (26.04.1945) — перенаграждён на орден I-й степени (26.11.1958).
- Медаль «За отвагу» (Приказ по 129-й сд № 012-и от 7.07.1944 г.)
- орден Отечественной войны I-й степени (1985)
- медали

## Память
- Имя Анатолия Васильевича Косова представлено на Памятной стеле томичей-героев на аллее Боевой славы томичей в Лагерном саду города Томска.
- В городе Ангарске (Иркутская область) в честь Героя назван городской топоним — переулок А. В. Косова.
- В память об Анатолии Васильевиче Косове установлена мемориальная доска на доме № 10 в 19-м микрорайоне по переулку имени А. В. Косова (недоступная ссылка) в Ангарске.

## Информация в Интернете
- Статья в Томской Википедии
- Равнение на Победу. Томская область — Герои войны
- Иркутская область: Солдаты Победы. Косов Анатолий Васильевич, полный кавалер Ордена Славы. Страницы биографии, фото 1950-х гг.
- Портал «Все герои войны». Косов Анатолий Васильевич, полный кавалер Ордена Славы. Биография, фото 1950-х гг.
- Переулок имени А. В. Косова (Ангарск)
- Толич! Помнишь, как брали с тобой «языка»?… Стихи ангарского поэта Вадима Богатырёва